# Fruchtobst
Fruchtobst ist ein Sammelbegriff für eine Gruppe von Obst, bei denen die fleischigen oder saftigen Teile der Fruchtwand (Pericarp) verzehrt werden. Verholzte Teile der Fruchtwand (Steinobst) sind in der Regel nicht zum Verzehr geeignet, Samen werden je nach Frucht dagegen mit verzehrt (z. B. Samen in Beeren).
Zum Fruchtobst gehören unter anderem Beeren (Stachelbeere, Johannisbeere, Heidelbeere, Zitrusfrüchte etc.), Steinfrüchte (Kirsche, Pflaume, Pfirsich etc.) oder auch Sammelfrüchte wie  Himbeere oder Fruchtverbände (Feige, Maulbeere).
Noch an Obstbäumen hängende, konservierte Früchte, die bereits ausgetrocknet sind, nennt man Fruchtmumien. Diese sollten im Winter unbedingt entfernt werden, da sie Krankheitserreger übertragen können.